# Stefan Ruzowitzky
Stefan Ruzowitzky (* 25. prosince 1961 Vídeň) je rakouský filmový režisér a scenárista, držitel Oscara za nejlepší cizojazyčný film z roku 2007.

## Životopis
Vystudoval drama a historii na Vídeňské univerzitě. Pak se živil tvorbou reklam a hudebních videoklipů, mj. i pro popovou skupinu 'N Sync. V roce 1996 natočil svůj celovečerní debut Tempo, za nějž získal Max Ophüls Preis. Oceněn byl i jeho druhý film Die Siebtelbauern, a to na hned na několika filmových festivalech, mj. v Rotterdamu a Valladolidu. Největšího úspěchu ovšem dosáhl se snímkem Ďáblova dílna z roku 2007. Drama s tématem holokaustu a tzv. Operace Bernhard, natočené podle vzpomínek slovenského Žida Adolfa Burgra, získalo Oscara za nejlepší neanglicky mluvený film. Šlo o první rakouský film v historii, který tuto cenu získal. To Ruzowitzkému otevřelo cestu do Hollywoodu – v roce 2012 tam kupříkladu natočil krimi thriller Chladnokrevný. Tomuto žánru zůstává věrný i nadále.